# Rolling (Wisconsin)
Rolling – miasto w Stanach Zjednoczonych, w stanie Wisconsin, w hrabstwie Langlade.